# Környezetvédelmi termékdíj Magyarországon
Az 1995-ben bevezetett környezetvédelmi termékdíj legfontosabb célja, hogy a termékek előállítása, forgalmazása, felhasználása során okozott környezeti veszélyeztetések, illetőleg károk megelőzéséhez, csökkentéséhez pénzügyi forrásokat teremtsen.
Környezetvédelmi termékdíjat kell fizetni az egyéb kőolajtermékek, a gumiabroncs, a hűtőközegek, a csomagolás, az akkumulátor, a reklámhordozó papír, valamint az elektromos és elektronikai berendezések (ide értve a hűtőberendezéseket is) importja, belföldi forgalomba hozatala vagy saját célú felhasználása után.
2008. január 1-jétől a Vám- és Pénzügyőrség látja el a környezetvédelmi termékdíj bevallásával, kiszabásával, befizetésével, visszaigénylésével és ellenőrzésével kapcsolatos adóhatósági feladatokat. A környezetvédelmi termékdíj törvény változása nyomán a Vám- és Pénzügyőrség már nem csupán az importált, hanem a Magyarországon előállított, illetve az Európai Közösség más tagállamából behozott termékdíj-köteles termékek tekintetében is teljes körű jogosítványokat kap.
2012-től – a 2011. évi LXXXV. törvény életbelépésével – jelentősen megváltoztak a környezetvédelmi termékdíjra vonatkozó szabályok: a csomagolás termékkategória helyett a csomagolószer vált termékdíj kötelessé. Az új rendelkezések értelmében a termékdíj kötelezettség nem a csomagolást végzőnél, hanem a csomagolószer gyártójánál vagy importőrénél keletkezik, azonban a jogalkotó lehetőséget biztosított a csomagolószer adott kategóriáját meghatározott célra felhasználók körében a környezetvédelmi termékdíj kötelezettség átvállalására vagy nyilatkozat alapján termékdíj nélküli beszerzésére. A 2012. évi változások kismértékben megváltoztatták a többi termékkategóriába tartozó termékeket, de a fő termékcsoportok nem változtak.

Szorosan az új termékdíj törvényhez tartozó 343/2011. (XII. 29.) kormányrendeletben pedig részben megváltoztak a környezetvédelmi termékdíj (KT) kódok, a csomagolószerek 2012. január 1-től CsK kód alá kerültek besorolásra, de ami még ennél is fontosabb, hogy a termékdíj számlán történő feltüntetése még jobban szabályzott lett. A környezetvédelmi termékdíjat a számlán tételesen kell feltüntetni a kormányrendeletben előírt fix záradékszövegek alkalmazásával.
A környezetvédelmi termékdíjról szóló 2011. évi LXXXV. törvény várhatóan OKJ-s vizsgához fogja kötni a termékdíjraktár üzemeltetését és a termékdíj bevallások készítését is. Ezért érdemes tanácsadás kapcsán termékdíjügyintézői képesítéssel (OKJ száma: 52 344 05 0010 52 03) rendelkező cégeket felkeresni.
2014. július 1-től a termékdíj törvény termékdíj raktári engedélyek beszerzését teszi lehetővé.